# Dicranomyia stylifera
Dicranomyia stylifera là một loài ruồi trong họ Limoniidae. Chúng phân bố ở miền Cổ bắc.